# 에인슬리 메이틀랜드나일스
에인슬리 코리 메이틀랜드나일스(영어: Ainsley Cory Maitland-Niles, 1997년 8월 29일 ~ )는 잉글랜드의 축구 선수로, 현재 리그 1의 리옹에서 뛰고 있다. 그의 주 포지션은 윙어지만 미드필더, 풀백로도 뛸 수 있다.